# Melanella martynjordani
Melanella martynjordani is een slakkensoort uit de familie van de Eulimidae. De wetenschappelijke naam van de soort is voor het eerst geldig gepubliceerd in 1895 door Jordan.